# Счастье в конверте
«Сча́стье в конве́рте» — российский полнометражный драматический художественный фильм 2019 года режиссёра Светланы Сухановой по сценарию Евгения Бедарева.
Перед финальными титрами фильма написано: «Нашим бабушкам и дедушкам посвящается».
Осенью 2019 года состоялся ряд предпремьерных показов фильма, а с января по март 2020 года прошли специальные показы в 22 крупных городах России. Премьера в кинотеатрах России состоялась 12 марта 2020 года.

## Сюжет
Фильм состоит из трёх новелл: «Время последних романтиков», «Куда уходят поезда» и «Подарок Деда Мороза». Это самостоятельные истории о любви и дружбе, о вере в мечту и связи поколений. На первый взгляд эти истории никак не связаны между собой. Однако объединяют их старые-добрые бумажные письма в конвертах, которые пишут или получают герои всех новелл.
Фоном всех трёх историй, действие которых происходит в наши дни, проходит Великая Отечественная война, участниками которой в молодости были все главные возрастные герои фильма.

## В ролях
| Актёр              | Роль                                             |
| ------------------ | ------------------------------------------------ |
| Евгения Глотова    | Надя новая сотрудница в отделении сельской почты |
| Юлия Рудина        | Марина работница вокзала в Санкт-Петербурге      |
| Фёдор Лещев        | Сева                                             |
| Ефим Каменецкий    | дед Василий                                      |
| Татьяна Самарина   | Антонина Петровна                                |
| Залим Мирзоев      | Андрей Семёнович                                 |
| Виктор Куклин      | Фёдор Иванович                                   |
| Эра Зиганшина      | Зоя Фёдоровна                                    |
| Варвара Гусинская  | Зойка                                            |
| Евгений Капитонов  | Дед Мороз / «Степаныч»                           |
| Любовь Макеева     | продавец в магазине                              |
| Ольга Онищенко     | Светлана Ивановна учительница                    |
| Владимир Петров    | Сева (взрослый)                                  |
| Александр Порываев | Ярослав                                          |
| Владимир Лесных    | эпизод                                           |
| Елена Рощина       | получатель посылки на почте                      |
| Екатерина Панасюк  |                                                  |

## Съёмки
Съёмки фильма проходили с мая 2016 года по февраль 2019 года в Крыму (в Севастополе), Санкт-Петербурге и Карелии.